# Virážování

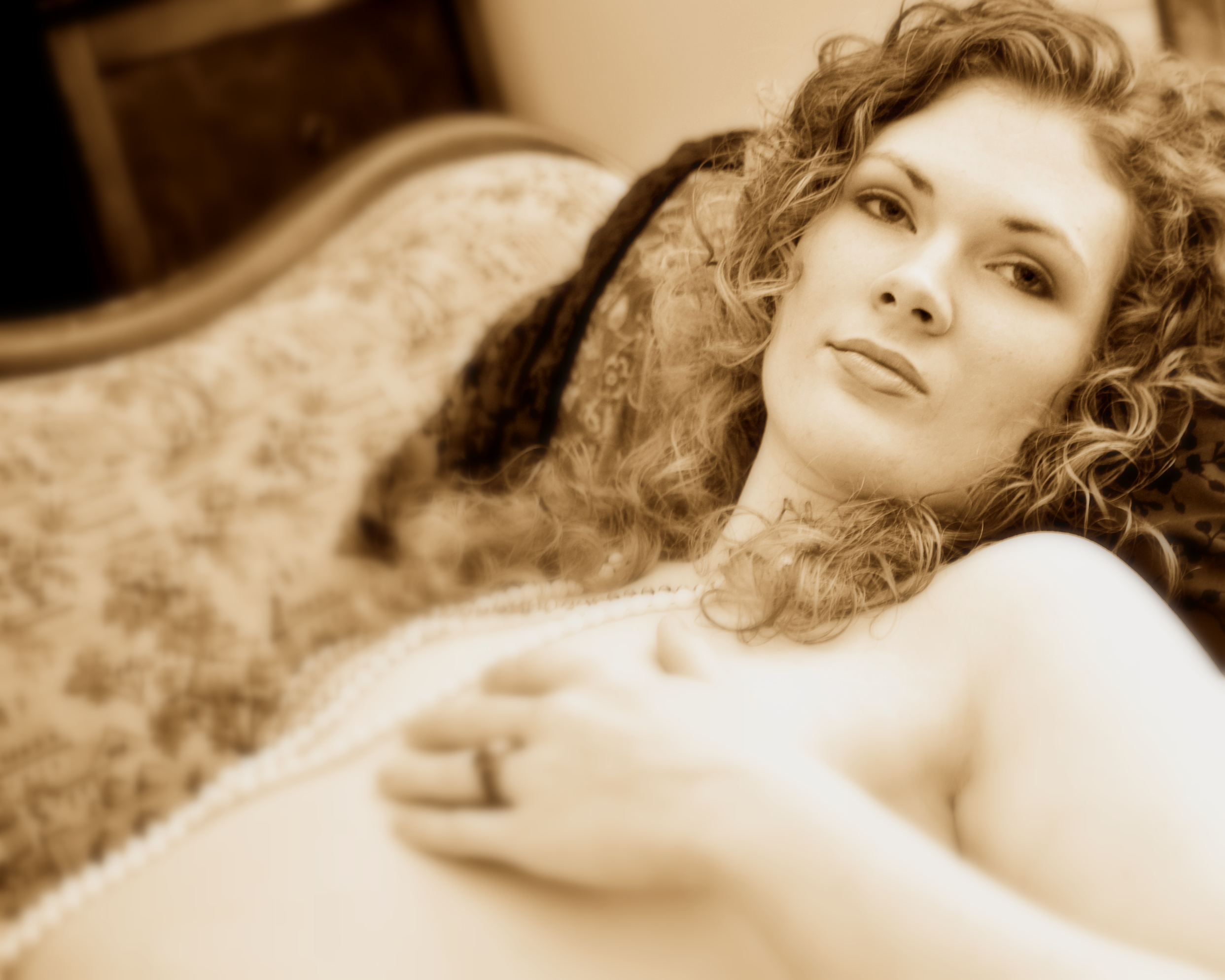
Digitální forma sépiového virážování

Virážování (z francouzského virage, tj. tónování) je zbarvování, nejčastěji chemickou cestou, světlých míst na natočeném, černobílém filmovém pásu, nebo fotografii do určitého barevného odstínu. Tím je zvýrazněno odlišení jednotlivých scén, nebo zvýraznění nálady na plátně. Např. modré zbarvení pro večerní, nebo zimní scény, žlutá pro interiéry, nebo historické scény, růžová pro milostné scény ap.
Virážování se používalo prakticky jen v éře němého filmu. Ale i některé ozvučené černobílé filmy byly virážovány. Z nejznámějších je to třeba Limonádový Joe aneb Koňská opera, nebo některé filmy Karla Zemana.
V barevných filmech se někdy používá virážování, většinou žlutou barvou, pokud je součástí děje nějaký starý film, i když to nemá faktické opodstatnění (starý film, na rozdíl od staré fotografie, nežloutne).

## Fotografie
Virážování ve fotografii znamená totožný proces jako tónování, tedy změnu barvy černobílé fotografie. V klasické fotografii je to chemický proces založený na stříbrném fotografickém procesu. Tento proces může být velmi dobře emulován v digitální fotografii.

### Historie
Začátkem osmdesátých let 19. století byla na fotografický pozitiv nanesena sépiová barva získaná z pigmentu hlavonožce sépie obecné žijícího v Lamanšském průlivu. Pojem 'sépie' pochází z pojmenování pigmentu.

### Příklady
Příklady níže ukazují digitální barevnou verzi, černobílou a tónovanou do sépiového nádechu.

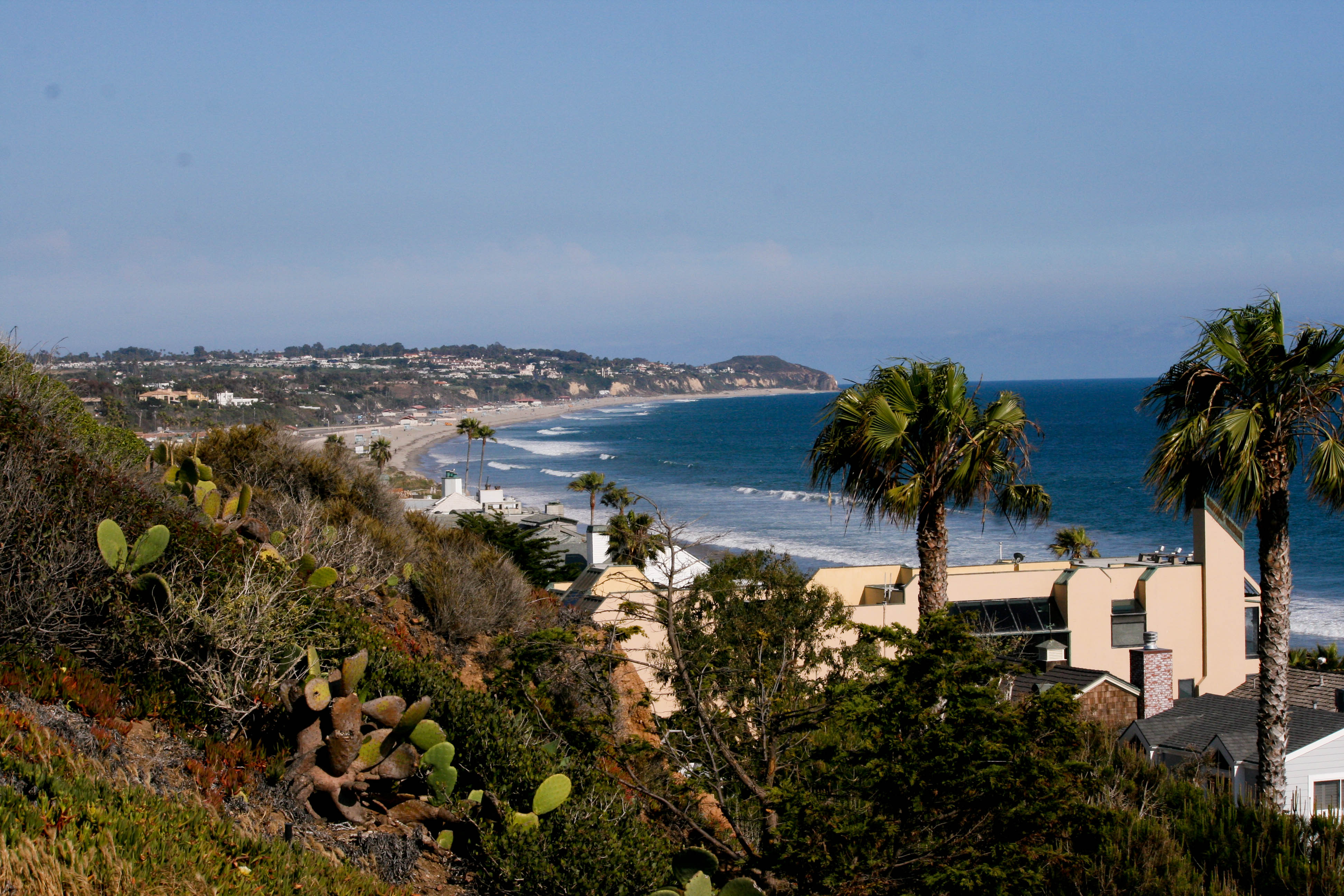
Barevný obraz
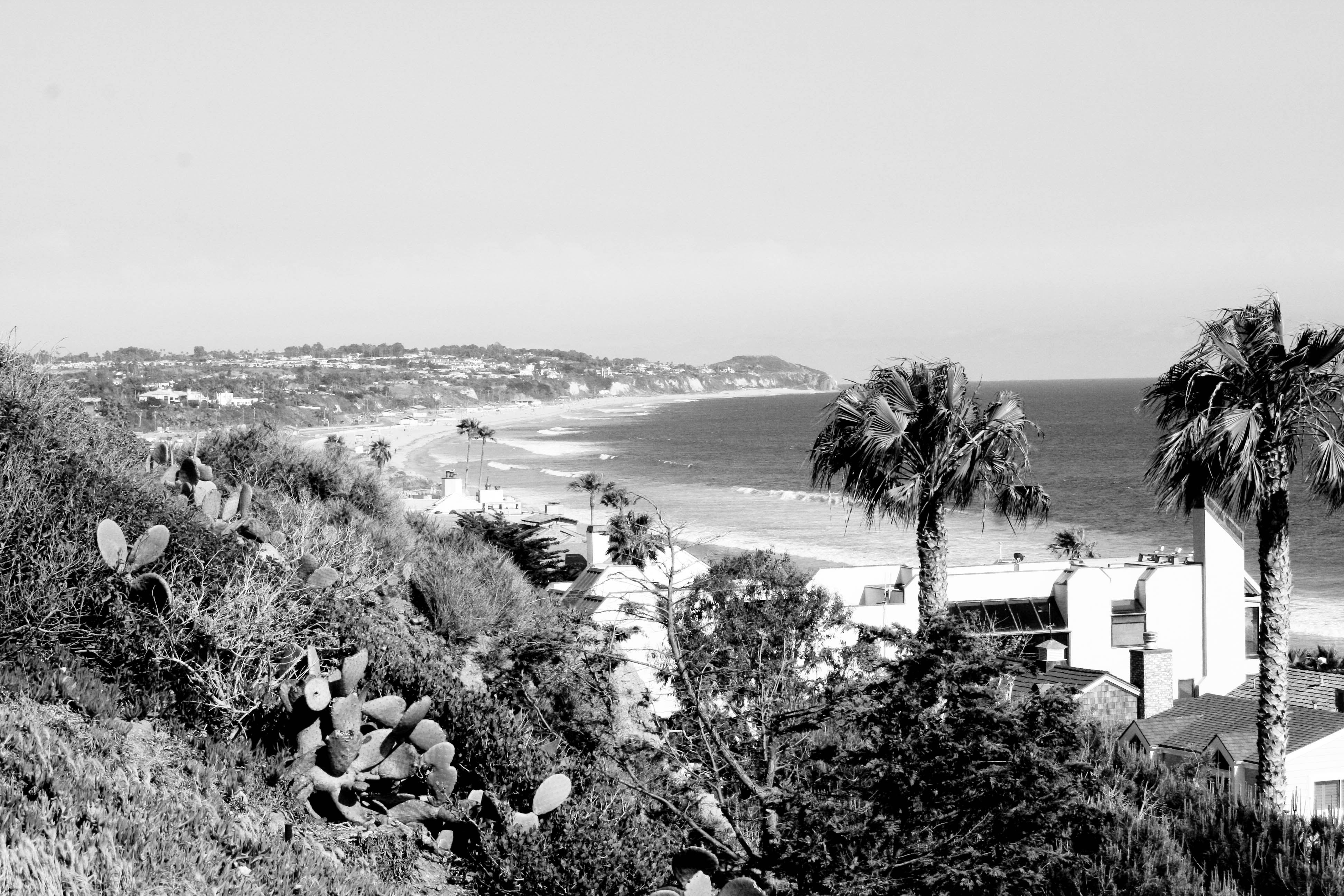
Černobílý obraz
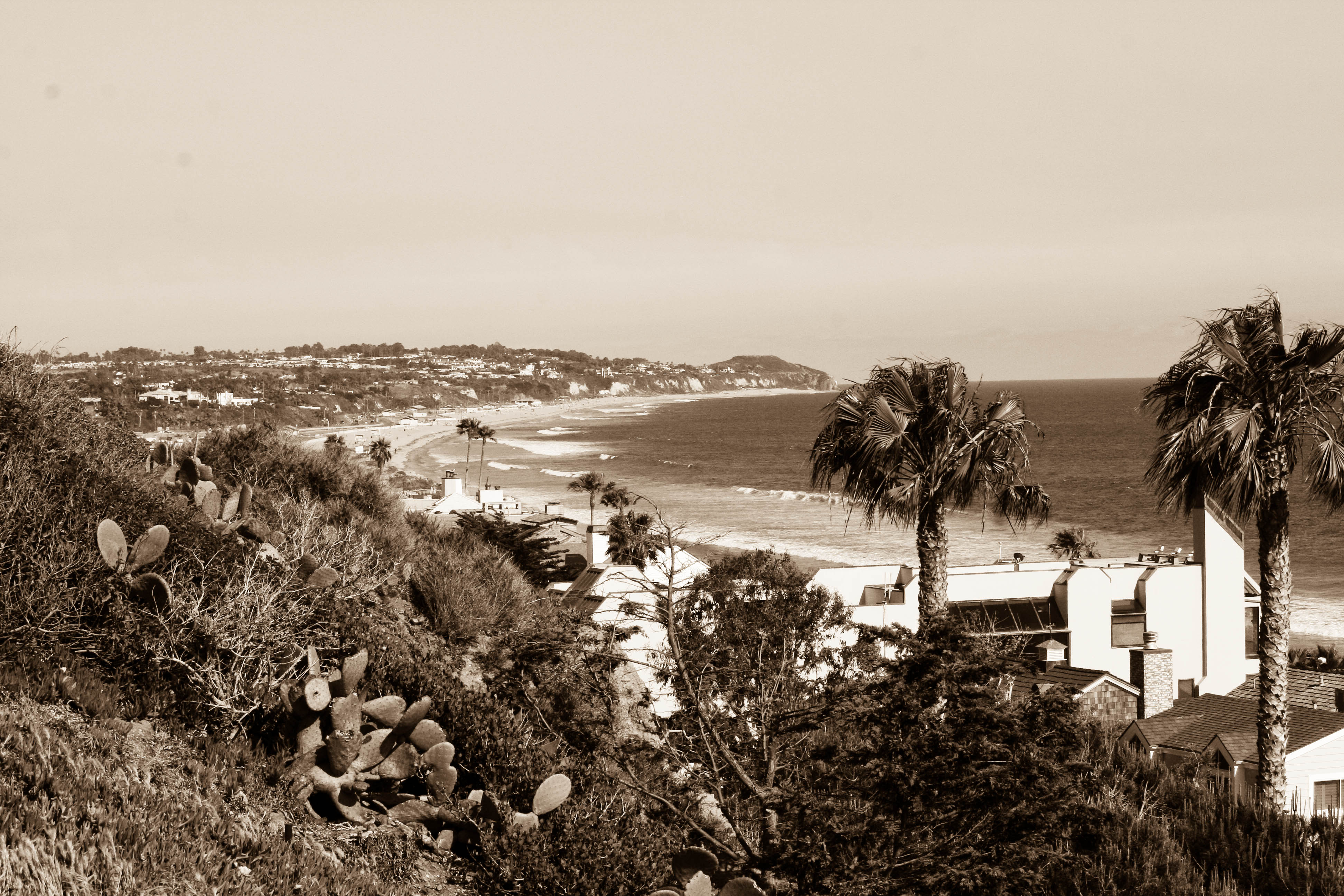
Sépiový obraz